# Indianoinocellia
Indianoinocellia és un gènere dels rafidiòpters de la família Inocelliidae. Va ser descrita científicament per primera vegada per H. Aspöck i U. Aspöck el 1970.

## Taxonomia
El gènere Indianoinocellia inclou les següents espècies:
- Indianoinocellia mayana U. Aspöck et al., 1992
- Indianoinocellia pilicornis (Carpenter, 1959)